# Salon international de l'automobile de Genève 2012
Le Salon international de l'automobile de Genève 2012 est un Salon automobile qui se tient du 8 mars au 18 mars 2012 à Genève. Il s'agit de la 82e édition internationale de ce salon, organisé pour la première fois en 1905.

## Nouveautés
- Citroën DS4 Racing
- Ferrari F12 Berlinetta
- Ford Kuga II
- Peugeot 208
- Renault ZOE

## Concept cars
- Toyota DiJi[2].
- Toyota FT-Bh[3].